# Prix de la Société du roman policier de Saint-Pacôme
La Société du roman policier de Saint-Pacôme remet annuellement une multitude de prix littéraires visant à récompenser les auteurs œuvrant dans le domaine du roman et de la nouvelle policière.

## Prix Saint-Pacôme du roman policier
Le Prix Saint-Pacôme du roman policier est un prix littéraire québécois annuel, attribué pour la première fois en 2002.
Son but est de récompenser le roman policier québécois (y compris le roman noir et le polar moderne), s’adressant à un public adulte, qui s’est signalé par ses qualités selon les critères établis.
Le prix Saint-Pacôme du roman policier est un prix de participation, selon les offres faites par les éditeurs et auteurs sollicités. Il ne peut donc être considéré comme un prix exhaustif.
Les romans participants doivent être originellement écrits en français par des auteurs de citoyenneté canadienne et doivent avoir été édités pour la première fois durant l’année qui précède la remise du prix.
Le vainqueur est désigné par un jury de trois personnes et reçoit une bourse de 3500$.
Cette bourse est remise en collaboration avec les librairies indépendantes du Québec, la municipalité de Saint-Pacôme et la MRC de Kamouraska.
| Année | Lauréat                | Oeuvre                                               |
| ----- | ---------------------- | ---------------------------------------------------- |
| 2002  | Laurent Laplante       | Des clés en trop, un doigt en moins (L'Instant Même) |
| 2003  | Maryse Rouy            | Au nom de Compostelle (Québec Amérique)              |
| 2004  | Jean-Jacques Pelletier | Le Bien des autres (Alire)                           |
| 2005  | Benoît Bouthillette    | La Trace de l'escargot (Éditions JCL)                |
| 2006  | Jacques Côté           | La Rive noire (Alire)                                |
| 2007  | Patrick Sénécal        | Le Vide (Alire)                                      |
| 2008  | Sylvain Meunier        | L'Homme qui détestait le golf (La courte échelle)    |
| 2009  | Chrystine Brouillet    | Promesses d'éternité (La courte échelle)             |
| 2010  | Jacques Savoie         | Cinq secondes (Libre Expression)                     |
| 2011  | Martin Michaud         | La Chorale du diable (La Goélette)                   |
| 2012  | Maxime Houde           | L'Infortune des bien nantis (Alire)                  |
| 2013  | Martin Michaud         | Je me souviens (La Goélette)                         |
| 2014  | Andrée A. Michaud      | Bondrée (Québec Amérique)                            |
| 2015  | Luc Chartrand          | L'Affaire Myosotis (Québec Amérique)                 |
| 2016  | André Jacques          | La Bataille de Pavie (Éditions Druide)               |
| 2017  | Patrick Sénécal        | L’Autre reflet (Alire)                               |
| 2018  | Jean-Jacques Pelletier | Deux balles, un sourire (Hurtubise)                  |
| 2019  | André Jacques          | Ces femmes aux yeux cernés (Éditions Druide)         |
| 2020  | Non attribué           | Non attribué                                         |
| 2021  | Non attribué           | Non attribué                                         |
| 2022  | Anna Raymonde Gazaille | Secrets boréals (Éditions Druide)                    |
| 2023  | Ronald Lavallée        | Tous des loups (Éditions Fides)                      |
| 2024  | Jean-Louis Blanchard   | La Femme papillon (Éditions Fides)                   |

## Prix Saint-Pacôme du roman policier jeunesse
Le Prix Saint-Pacôme du roman policier jeunesse est un prix littéraire québécois annuel, attribué pour la première fois en 2016.
L’objectif du prix est de récompenser le roman policier québécois s’adressant aux jeunes lecteurs de 10 à 16 ans, qui s’est signalé par ses qualités, selon les critères établis. Il s’agit d’un prix de participation, offert aux auteurs et éditeurs québécois et ne peut donc pas être considéré comme un prix exhaustif.
Les romans participants doivent avoir été rédigés originellement en français par des auteurs de citoyenneté canadienne. Le vainqueur reçoit une bourse de 1500$ ainsi qu’un trophée.
Ce prix fut rendu possible grâce au financement de l'Entente de développement culturel de la MRC de Kamouraska et du ministère de la Culture et des Communications du Québec, du Dynaco groupe coopératif ainsi que de la Commission scolaire Kamouraska-Rivière-du-Loup.
| Année | Lauréat        | Oeuvre                           |
| ----- | -------------- | -------------------------------- |
| 2016  | Laurent Chabin | Le canal de la peur (Hurtubise)  |
| 2017  | Laurent Chabin | La maison du silence (Hurtubise) |

## Prix de la Rivière Ouelle de la nouvelle policière
Le Prix de la Rivière Ouelle de la nouvelle policière est un prix littéraire québécois annuel, attribué pour la première fois en 2002.
Ce prix récompense les auteurs amateurs de nouvelles policières qui se sont signalés par la qualité de leurs textes. Il comporte deux catégories d'âge : junior et senior.
Les nouvelles participantes doivent avoir été rédigées en français par un seul auteur qui habite, étudie ou travaille au Québec.
Pour la catégorie junior, les participants doivent avoir entre 14 et 17 ans au dernier jour fixé pour le dépôt des textes. Ceux-ci doivent compter entre cinq et dix pages (entre 8000 et 20000 caractères).
Pour la catégorie senior, les participants doivent avoir au moins 18 ans au dernier jour fixé pour le dépôt des textes. Ceux-ci doivent compter entre dix et trente pages (entre 15000 et 50000 caractères).

### Lauréats
| Année | Lauréat                 | Oeuvre                                                     |
| ----- | ----------------------- | ---------------------------------------------------------- |
| 2002  | Mathieu Cété            | Ta dernière journée                                        |
| 2003  | Jessica St-Pierre       | Le saumon d'argent                                         |
| 2004  | Maude Bouchard          | La tache bleue                                             |
| 2005  | Maude Bouchard          | Prisonnière                                                |
| 2006  | Non attribué            | Non attribué                                               |
| 2007  | Anne Boily              | La traversée de la justice                                 |
| 2008  | Non attribué            | Non attribué                                               |
| 2009  | Jérémie Gagné           | Folie Poissonnière                                         |
| 2010  | Florence Chadronnet     | Dans le filet                                              |
| 2011  | Flavie Gauthier-Chamard | Quand la haine respire le sang, elle ne sait se dissimuler |
| 2012  | Annell Corminboeuf      | Il était une fois, le 14 avril 1987                        |
| 2013  | Non attribué            | Non attribué                                               |
| 2014  | Pierre-Antoine Bernard  | Innocence criminelle                                       |

| Année | Lauréat                 | Oeuvre                             |
| ----- | ----------------------- | ---------------------------------- |
| 2002  | Pierre Landry           | Le journal de Lucie Ferland        |
| 2003  | Louise Jobidon          | Un village bien tranquille         |
| 2004  | Bernard Guay            | Le sépulcre des damnés             |
| 2005  | Marc Panneton           | Au saumon d'or                     |
| 2006  | Sébastien Aubry         | La tanière du diable               |
| 2007  | Julie Daigle            | Femme                              |
| 2008  | Lise Clermont           | Les carnets crépusculaires         |
| 2009  | Normand Richardson      | Dans le noir                       |
| 2010  | Yanick Michaud          | Tempête au phare                   |
| 2011  | Chloé Barbe             | Brocoli                            |
| 2012  | Jean-François Laliberté | Le mystère du café au nom original |
| 2013  | Chloé Barbe             | Du danger d’être gourmand          |
| 2014  | Christiane Desrosiers   | Ma vie à géométrie variable        |
| 2015  | Sonia Galopin           | Le dernier chapitre                |
| 2016  | Caroline Émond          | Conduite dangereuse                |
| 2017  | Sonia Galopin           | Loup solitaire                     |
| 2018  | Caroline Émond          | Un plat qui se mange froid         |
| 2019  | Huguette Guay           | Du rose saumon au rouge vif        |
| 2020  | Non attribué            | Non attribué                       |
| 2021  | Non attribué            | Non attribué                       |
| 2022  | Chantal Lecours         | Le point de Godron                 |
| 2023  | Christiane Desrosiers   | Un affreux chien jaune             |
| 2024  | Chantal Lecours         | La décollation                     |

## Prix Jacques-Mayer du premier polar
Le Prix Jacques-Mayer du premier polar est un prix littéraire québécois annuel. Il  fut attribué pour la première fois en 2016 en 
remplacement du Prix du Meilleur premier polar. Ce prix récompense un premier roman policier par un auteur québécois et porte le nom du président fondateur de la Société du roman policer de Saint-Pacôme. Il est accompagné d’une bourse de 500$.
| Année | Lauréat          | Oeuvre                             |
| ----- | ---------------- | ---------------------------------- |
| 2013  | Jean Charbonneau | Tout homme rêve d'être un gangster |
| 2014  | Non attribué     | Non attribué                       |
| 2015  | Non attribué     | Non attribué                       |

| Année | Lauréat              | Oeuvre                            |
| ----- | -------------------- | --------------------------------- |
| 2016  | Marie-Ève Bourassa   | Red Light, tome 1 Adieu, mignonne |
| 2017  | Éric Forbes          | Amqui                             |
| 2018  | Christian Giguère    | La disparition de Kat Vandale     |
| 2019  | Isabelle Lafortune   | Terminal grand nord               |
| 2020  | Non attribué         | Non attribué                      |
| 2021  | Non attribué         | Non attribué                      |
| 2022  | Jean-Louis Blanchard | Le silence des pélicans           |
| 2023  | Lucie Lavoie         | Un effluve anonyme                |
| 2024  | Claude Guilmain      | Welsford                          |

## Prix Saint-Pacôme International
Le Prix Saint-Pacôme International est un prix littéraire québécois annuel, décerné pour la première en 2015. Il fut créé la même année en association avec la coopérative des librairies indépendantes du Québec et récompense le meilleur roman policier publié à l'extérieur du Québec, peu importe la langue originale.
Il s’agit d’un prix symbolique et aucune bourse n’y est rattachée.
| Année | Lauréat      | Oeuvre            |
| ----- | ------------ | ----------------- |
| 2015  | Ian Manook   | Le temps sauvages |
| 2016  | Joe Nesbo    | Le fils           |
| 2017  | Don Winslow  | Cartel            |
| 2018  | Non attribué | Non attribué      |
| 2019  | Greg Iles    | L’arbre aux morts |

## Prix Coup de cœur
Le Prix Coup de cœur est un prix littéraire québécois annuel, remis pour la première fois en 2017. Le gagnant est élu grâce à un vote du 
public, via le site web de la Société du roman policier de Saint-Pacôme.
Il est assorti d’une bourse de 500$ et remplace le prix Coup de cœur du club du polar de la bibliothèque Mathilde-Massé.
| Année | Lauréat                      | Oeuvre                                 |
| ----- | ---------------------------- | -------------------------------------- |
| 2008  | André Pratte                 | Croâ                                   |
| 2009  | Andrée A. Michaud            | Lazy Bird                              |
| 2010  | Martin Michaud               | Il ne faut pas parler dans l’ascenseur |
| 2011  | Guillaume Lapierre-Desnoyers | Pour ne pas mourir ce soir             |
| 2012  | Richard Ste-Marie            | L’inaveu                               |
| 2013  | Geneviève Lefebvre           | La vie comme avec toi                  |
| 2014  | Andrée A. Michaud            | Bondrée                                |
| 2015  | Guillaume Morissette         | L’affaire Mélodie Cormier              |
| 2016  | Richard Ste-Marie            | Le blues des sacrifiés                 |

| Année | Lauréat               | Oeuvre                        |
| ----- | --------------------- | ----------------------------- |
| 2017  | Patrick Senécal       | L’autre reflet                |
| 2018  | J.D. Kurtness         | De vengeance                  |
| 2019  | Guillaume Morrissette | Le tribunal de la rue Quirion |